# Edgar F. Codd
Edgar Frank Ted Codd (Fortuneswell, 1923. augusztus 23. – Aventura, Florida, 2003. április 18.) angol matematikus, informatikus, aki hozzájárult a relációs adatbázisok elméletének kialakításához. Az IBM kutatójaként létrehozta az adatbázis-kezelő rendszerek részére a relációs adatmodellt. Az informatikához kapcsolódó további értékes felfedezései is voltak, de az adatbázis-kezelés elméletéhez született adatmodell volt legemlékezetesebb felfedezése.

## Pályafutása
Edgar Frank Codd Angliában, a dorseti Portlandben született. Miután a Poole Grammar Schoolt elvégezte, matematikát és kémiát tanult az oxfordi Exeter College-ban. A második világháború idején pilóta volt a Royal Air Force-nál. 1948-ban New York-ba költözött és az IBM-hez került programozóként. Miután összekülönbözött Joseph McCarthy szenátorral 1953-ban a kanadai Ottawába költözött. Egy évtizeddel később visszatért az USA-ba, ahol a Michigani Egyetemen doktorátust szerzett informatikából. Két évvel később kaliforniai San Jose-ba költözött, hogy az IBM Almaden Research Centerben dolgozzon.
Adatbázis-kezeléssel kapcsolatos elméleteit 1960-1970-es években dolgozta ki. 1970-ben kiadta "A Relational Model of Data for Large Shared Data Banks" című művét, melyet egy évvel korábban az IBM belső kiadványában publikált. Az IBM lassan reagált Codd felfedezéseire, a versenytársak azonban kezdték megvalósítani azokat a gyakorlatban.
Az IBM kezdetben megtagadta, hogy a gyakorlatban is megvalósítsa a relációs adatmodellt, hogy ezáltal saját IMS/DB rendszeréből származó jövedelmeit megőrizze. Codd ezután megmutatta az IBM ügyfeleinek a modell által nyújtott lehetőségeket, azok pedig nyomást gyakoroltak az IBM-re. Az IBM a Future System projekt alprogrogramjává választotta a System R-t, de annak programozói nem tartották szem előtt Codd javaslatait, így a csoport elszigetelődött Coddtól. A programban nem használták Codd saját Alpha programozási nyelvét, de létrehozták a SEQUEL-t. A SEQUEL jobban sikerült, mint az alapjául szolgáló relációs rendszer, a Larry Elliston által bemutatott Oracle DBMS, és kezdett a piacon elterjedni, még az SQL/DS előtt, immár saját becenevén, mint a SEQUEL-ből átkeresztelt SQL.
Codd folytatta a fejlesztést és kibővítette relációs adatmodelljét a vele gyakran együttműködő Christopher J. Date-tel. Az adatbázis normalizálás első törvényét neve után, Boyce-Codd normálformának nevezik. A Codd-féle relációs adatmodell az 1980-as évek elején vált közkeletűvé. Codd néha keserű harcokat folytatott, hogy megelőzze az adatbázis-forgalmazók visszaéléseit, akik gyakran adtak relációsfelület-látszatot a régi technológiákhoz. Részben ennek a harcnak köszönhetően született meg az a 12 szabály, mely a valódi relációs adatbázisokat jellemzi. A harc végül az SQL lekérdezési nyelv kialakulásához vezetett, melyet Codd az elmélet helytelen megvalósításának tartott. Ez megnehezítette helyzetét az IBM-nél, így Date-tel és másokkal kilépett, hogy saját tanácsadó céget hozzanak létre.
Edgar Codd alkotta meg az OLAP kifejezést (On-Line Analitical Processing/online analitikai feldolgozás) és elkészítette annak tizenkét törvényét. Továbbfejlesztette elgondolásait a relációs adatmodellekről és közreműködött a sejtautomaták fejlesztése területén.
1981-ben Turing-díjban részesült, majd 1994-ben tagjai közé választotta az Association for Computing Machinery.
79 évesen halt meg floridai otthonába,n 2003. április 18-án.

## Emlékezete
2004-ben a SIGMOD átkeresztelte legmagasabb díját, SIGMOD Fejlesztések díjává (SIGMOD Innovations Award) Codd tiszteletére.